# مايكل تورنر (لاعب كرة قدم)
مايكل تورنر (بالإنجليزية: Michael Turner)‏ (و. 1982  م) هو لاعب كرة قدم أمريكية، من الولايات المتحدة، ولد في نورث شيكاغو، يلعب كراكض للخلف ‏.

## التعليم
تعلم في North Chicago Community High School ‏.

## روابط خارجية
- مايكل تورنر على موقع مرجع كرة القدم المحترفة.كوم (الإنجليزية)